# الشعبة (كعيدنة)

تعديل مصدري - تعديل

الشعبة هي إحدى قرى عزلة كعيدنة بمديرية كعيدنة التابعة لمحافظة حجة، بلغ تعداد سكانها 154 نسمة حسب تعداد اليمن لعام 2004.